# Festuca paniculata
Festuca paniculata — многолетнее травянистое растение, вид рода Овсяница (Festuca) семейства Злаки (Poaceae). Распространена на альпийских лугах Восточных Альп.

## Ботаническое описание
Многолетнее травянистое растение высотой от 50 до 120 сантиметров, растёт густо и не образует побегов. Листовые влагалища имеют луковицеобразное утолщение у основания стеблей. В нижней половине листовые влагалища сросшиеся и не желобчатые. На верхних стеблевых листьях длина лигул не превышает 3 миллиметров. Стеблевые листья имеют плоскую лопасть и ширину не более 3 миллиметров. На внешней стороне лопасти (морфологическая нижняя сторона) имеется склеренхиматозная ткань. Довольно плотное, сжатое метельчатое соцветие длиной от 8 до 12, редко до 15 сантиметров. Колоски длиной от 10 до 12 миллиметров, золотисто-жёлтые, при созревании плодов становятся коричневыми. Листья имеют пять четко выступающих сосудистых пучков и не имеют грануляций. Завязь голая. Период цветения длится с июля по август.
Число хромосом составляет 2n = 14.

## Распространение и экология
Ареал охватывает преимущественно Восточные Альпы. Произрастает на субальпийских и альпийских высотах на солнечных горных лугах и на каменистых пастбищах.
За пределами Восточных Альп встречается в Южных Альпах, в горах Южной и Юго-Восточной Европы и в Северной Африке (Марокко). В Юго-Восточной Европе встречается в Балканских, Рильских и Пиринских горах и растёт на крутых склонах нижнего альпийского уровня.

### ЛугаFestuca paniculata
Луга Festuca paniculata встречаются на южных склонах Тауэрна, на Коральпе и в Карнийских Альпах. Ареал находится в субальпийской зоне между 1800 и 2000 м, но общее высотное распределение колеблется от 1500 до 2500 м. Луга растут на склонах с наклоном в основном 30° (от 10 до 40°), с упором на южные, юго-западные и юго-восточные склоны. Реакция почвы в основном кислая (pH 3,5 - 5,6), однако в подстилающей породе всегда присутствует карбонат кальция. Большинство лугов регулярно скашивались, по крайней мере, в прошлом, но отдельные насаждения никогда не использовались.
Луга встречаются на кислых и умеренно кислых почвах. Появление известковых и кислых клещевин можно проследить по выщелачиванию, вызванному многовековым использованием. Луга довольно разнообразны. Разнообразие обусловлено высотой над уровнем моря, горными породами, режимом скашивания и орошения. Сегодня многие луга больше не косят, и о процессах сукцессии, вызванных этим, известно очень мало.